# Nathan Trent
Nathan Trent, pseudoniem van Nathanaele Koll (Innsbruck, 4 april 1992), is een Oostenrijks zanger.

## Biografie
Trent werd geboren uit een Oostenrijkse vader en een Italiaanse moeder. Hij werd zowel in het Duits als in het Italiaans opgevoed. Hij leerde reeds op jonge leeftijd de piano en viool te bespelen. In 2016 begon hij zijn muzikale carrière door zijn eerste single uit te brengen, getiteld Like it is. In december 2016 werd hij door de Oostenrijkse openbare omroep aangewezen om zijn vaderland te vertegenwoordigen op het Eurovisiesongfestival 2017 in Oekraïne. Trent haalde er de finale en eindigde daarin als 16de.